# Meterana levis
Meterana levis är en fjärilsart som beskrevs av Alfred Philpott 1905. Meterana levis ingår i släktet Meterana och familjen nattflyn. Inga underarter finns listade i Catalogue of Life.